# Magnifique (Ratatat)
Magnifique è il quinto album in studio del gruppo rock statunitense Ratatat, pubblicato nel luglio 2015 da Because Music.

## Tracce
1. Intro – 1:01
2. Cream on Chrome – 4:15
3. Magnifique – 2:51
4. Abrasive – 4:16
5. Countach – 2:32
6. Drift – 3:23
7. Pricks of Brightness – 3:08
8. Nightclub Amnesia – 6:17
9. Cold Fingers – 2:00
10. Supreme – 3:00
11. Rome – 5:32
12. Primetime – 1:58
13. I Will Return (Springwater cover) – 3:59
14. Outro – 0:35